# Grigor II
Grigor II – duchowny Apostolskiego Kościoła Ormiańskiego, w latach 1686–1695 jeden z patriarchów tego Kościoła, Patriarcha-Katolikos Wielkiego Domu Cylicyjskiego.